# Mitrager noordami
Espèce
Mitrager noordami est une espèce d'araignées aranéomorphes de la famille des Linyphiidae.

## Distribution
Cette espèce est endémique de Java en Indonésie. Elle se rencontre sur le plateau Dijeng.

## Description
Les mâles mesurent de 2,3 à 2,5 mm et les femelles de 2,5 à 2,9 mm.
Le mâle décrit par Lin, Lopardo et Uhl en 2022 mesure 2,27 mm et la femelle mm.

## Systématique et taxinomie
Cette espèce a été décrite par van Helsdingen en 1985.

## Étymologie
Cette espèce est nommée en l'honneur d'Aart Noordam.

## Publication originale
- van Helsdingen, 1985 : « Mitrager noordami, an erigonine novelty from Java. » Bulletin of the British Arachnological Society, vol. 6, no 8, p. 353-358.